# Agathia veneranda
Agathia veneranda är en fjärilsart som beskrevs av Swinhoe 1902. Agathia veneranda ingår i släktet Agathia och familjen mätare. Inga underarter finns listade i Catalogue of Life.